# Ernst Hufschmid
Ernst Hufschmid (ur. 4 lutego 1913 w Bazylei, zm. 30 listopada 2001 tamże) – szwajcarski piłkarz, reprezentant kraju.

## Kariera klubowa
Hufschmid szkolił się w młodzieżowych zespołach FC Biel-Bienne. W 1929 dołączył do FC Basel, w którym to spędził całą swoją karierę piłkarską. Wraz z zespołem dwukrotnie wygrywał Puchar Szwajcarii w sezonach 1932/33 i 1946/47. Bazylea w 1939 spadła do niższej ligi, jednak Hufschmid pozostał w zespole i pomógł mu po 3 sezonach powrócić do ekstraklasy szwajcarskiej. 
Hufschmid ogólnie zagrał w 402 spotkaniach dla Basel, w których strzelił 83 bramki. Łącznie przez 19 lat gry dla FC Basel, Hufschmid zagrał w 268 spotkaniach ligowych, w których zdobył 51 bramek. Po sezonie 1947/48 skupił się na pracy trenera w FC Basel, kończąc karierę piłkarską. 

## Kariera reprezentacyjna
Hufschmid w reprezentacji zadebiutował 19 czerwca 1932 w meczu przeciwko reprezentacji Węgier, w którym jego zespół wygrał 3:1. W 1934 Heini Müller, ówczesny selekcjoner reprezentacji Szwajcarii powołał Hufschmida na Mistrzostwa Świata.
Na włoskim turnieju wystąpił w dwóch spotkaniach, przeciwko Holandii (3:2), a także w ćwierćfinale z Czechosłowacją (2:3). Po raz ostatni w meczu reprezentacji wystąpił 4 listopada 1934 w przegranym 2:4 spotkaniu z Holandią. Łącznie w latach 1932–1934 Hufschmid zagrał w 10 spotkaniach reprezentacji Szwajcarii, w których strzelił jedną bramkę.
| Mecze i gole w reprezentacji | Mecze i gole w reprezentacji | Mecze i gole w reprezentacji | Mecze i gole w reprezentacji | Mecze i gole w reprezentacji | Mecze i gole w reprezentacji | Mecze i gole w reprezentacji |
| #                            | Data                         | Miasto                       | Przeciwnik                   | Gol                          | Wynik                        | Rozgrywki                    |
| ---------------------------- | ---------------------------- | ---------------------------- | ---------------------------- | ---------------------------- | ---------------------------- | ---------------------------- |
| 1.                           | 19.06.1932                   | Berno                        | Węgry                        |                              | 3:1                          | Puchar Europy Środkowej      |
| 2.                           | 07.05.1933                   | Zurych                       | Jugosławia                   |                              | 4:1                          | towarzyski                   |
| 3.                           | 20.05.1933                   | Berno                        | Anglia                       |                              | 0:4                          | towarzyski                   |
| 4.                           | 29.10.1933                   | Berno                        | Rumunia                      | Gol                          | 2:2                          | El. MŚ 1934                  |
| 5.                           | 19.11.1933                   | Zurych                       | III Rzesza                   |                              | 0:2                          | towarzyski                   |
| 6.                           | 03.12.1933                   | Florencja                    | Włochy                       |                              | 2:5                          | Puchar Europy Środkowej      |
| 7.                           | 27.05.1934                   | Mediolan                     | Holandia                     |                              | 3:2                          | MŚ 1934                      |
| 8.                           | 31.05.1934                   | Turyn                        | Czechosłowacja               |                              | 2:3                          | MŚ 1934                      |
| 9.                           | 14.10.1934                   | Genewa                       | Czechosłowacja               |                              | 2:2                          | Puchar Europy Środkowej      |
| 10.                          | 04.11.1934                   | Berno                        | Holandia                     |                              | 2:4                          | towarzyski                   |

## Kariera trenerska
W 1947 roku objął funkcję trenera drużyny FC Basel. Zespół ten trenował przez 5 lat, a największym sukcesem jest Puchar Szwajcarii w sezonie 1946/47, kiedy to łączył obowiązki trenera z grą na boisku. W latach 1956–1958 pracował w FC Nordstern Basel oraz FC Breitenbach, po czym zakończył swoją karierę trenerską.

## Sukcesy
FC Basel
- Puchar Szwajcarii (2): 1932/33, 1946/47